# 11-я армия (РККА)

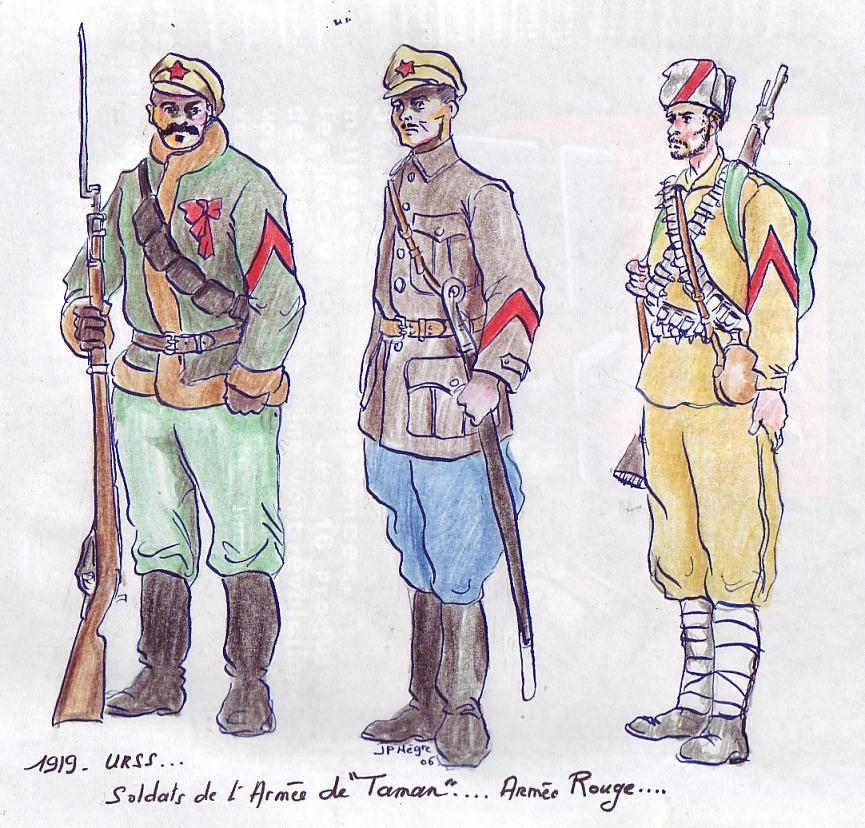
Форма одежды бойцов и командиров Таманской армии, РККА времён Гражданской войны, 1919 год.

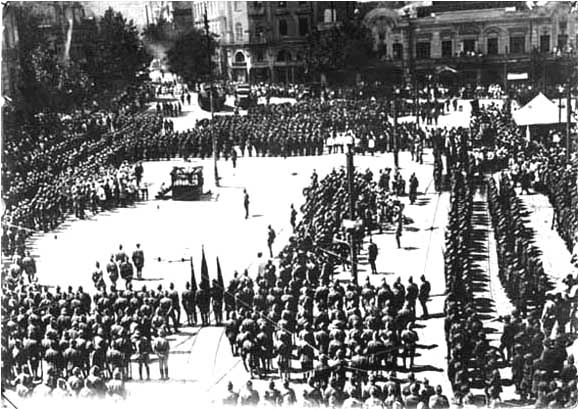
11-я армия проводит военный парад в Тифлисе, 25 февраля 1921 года.

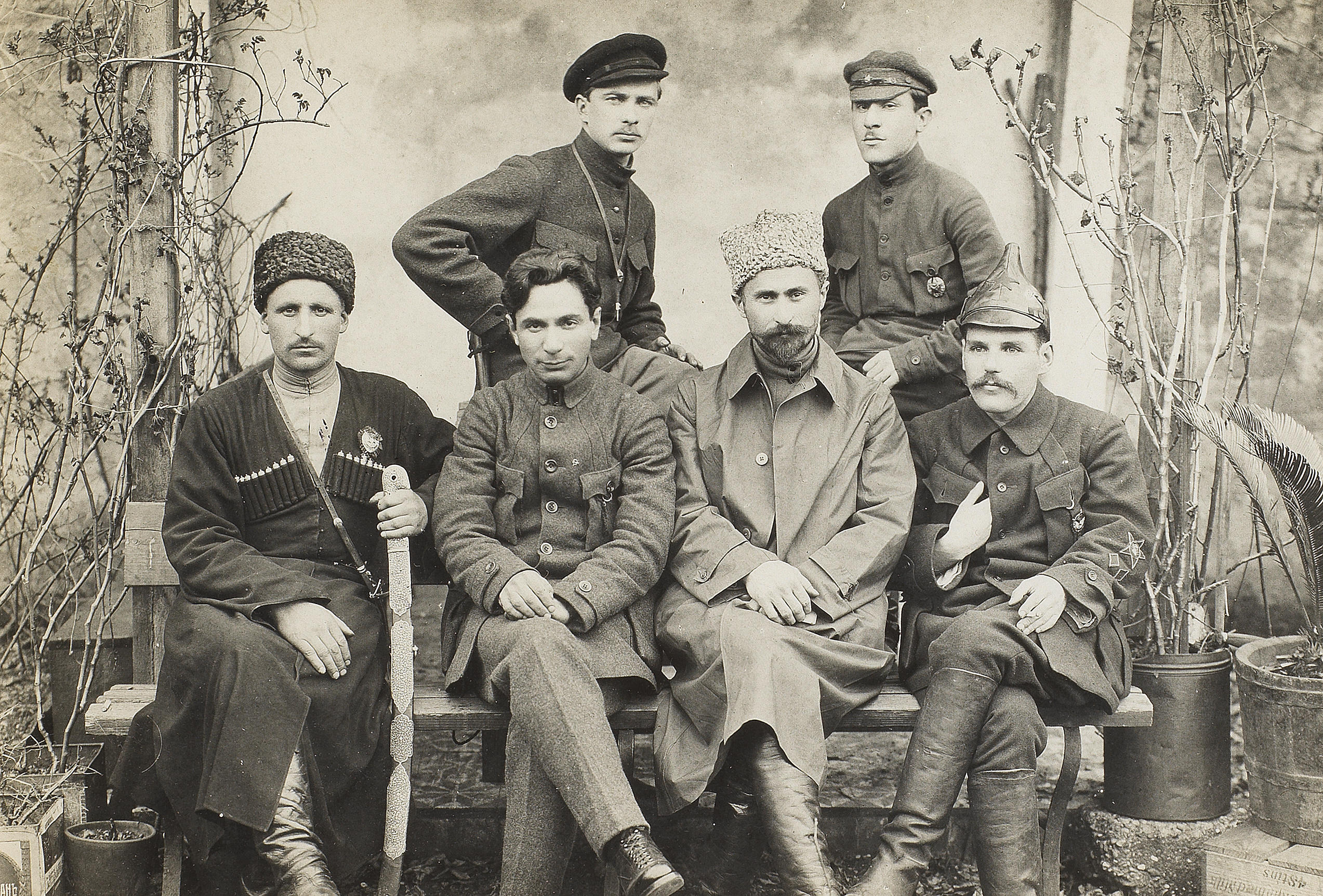
Командиры Красной Армии в Батуме. Сидят слева направо: начдив 18-й дивизии Д. П. Жлоба, военный комиссар 9-й стрелковой дивизии М. И. Лисовский, народный комиссар Военно-революционного комитета Грузии Шалва Элиава и начдив 9-й дивизии Н. В. Куйбышев, март 1921 года.

11-я армия (11 А) — оперативное объединение РККА во время Гражданской войны.
Первое формирование: создана приказом РВС Южного фронта от 3 октября 1918 года, 13 февраля 1919 года расформирована.
Второе формирование: создана как 11-я отдельная армия приказом РВСР от 13 марта 1919 года, с 23 мая 1919 находилась в оперативном подчинении Южного фронта, расформирована 12 июня того же года.
Третье формирование: создана приказом РВС Восточного фронта от 14 августа 1919 года в составе Туркестанского фронта, с 14 октября в составе — Юго-Восточного фронта, с 16 января 1920 года — Кавказского фронта. 29 мая 1921 года переформирована в Отдельную Кавказскую армию.

## Первое формирование
Одиннадцатая армия создана приказом РВС Южного фронта от 3 октября 1918 года на основании директивы РВСР от 11 сентября 1918 из всех соединений, частей, отрядов Красной армии Северного Кавказа. Находилась в составе Южного фронта, с 2 ноября — Каспийско-Кавказского отдела Южного фронта, с 8 декабря — Каспийско-Кавказского фронта (до 13 февраля 1919).

### Состав
В октябре — ноябре 1918 в 11-ю армию входили Таманская армия, несколько пехотных и кавалерийских дивизий и бригад, а также значительное количество отдельных полков, батальонов, дружин, рот и сотен, объединённых в колонны и боевые участки.
20 ноября 1918 большая часть войск была сведена в 4 пехотных и 1 кавалерийский корпуса (по 2 дивизии в каждом), однако в армии оставались также отдельные колонны и боевые участки. Так как эта организация не соответствовала принятой в Красной армии, в декабре 1918 — январе 1919 была проведена реорганизация, по которой все войска 11-й армии были сведены в 4 стрелковые дивизии (1-я, 2-я, 3-я Таманская, 4-я) и 2 кавалерийские дивизии (1-я Ставропольская и 2-я).

### Боевые действия
Отсутствие чёткой организации, сильные пережитки партизанщины, недостаток вооружения и боеприпасов значительно снижали боеспособность 11-й армии. Назначенный её командующим И. Л. Сорокин вступил в конфликт с РВС Северного Кавказа, в октябре объявил группу руководителей ЦИК Северо-Кавказской советской республики виновными в измене. В свою очередь, Сорокин был объявлен вне закона, арестован и расстрелян.
11-я армия вела боевые действия против Добровольческой армии, обеспечивая левое крыло 10-й армии, оборонявшей Царицын. В октябре 1918 года войска участвовали в боях за Ставрополь и Армавир, однако в ноябре были вынуждены оставить Ставрополь и Невинномысскую. Одновременно части армии занимались подавлением Терского восстания, заняли Моздок и осаждённые Владикавказ, Грозный и Кизляр.
В конце декабря армия начала наступление в направлениях Екатеринодар — Новороссийск и Тихорецкая — Ростов-на-Дону, но в начале января 1919 года противник нанес сильный контрудар и разрезал армию на 2 части, которые начали отходить в направлении Святой Крест — Элиста и Грозный — Кизляр. Войска понесли значительные потери в боях, а также от эпидемии сыпного тифа, сильно сократившись в численности, отступали через Кизляр к Астрахани, а частью сил — за реку Маныч к 10-й армии. 13 февраля 1919 года 11-я армия была расформирована.

### Командный состав
Командующие:
- И. Л. Сорокин (3 — 27 октября 1918),
- И. Ф. Федько (17 — 30 ноября 1918),
- В. М. Крузе (30 ноября 1918 — 3 января 1919),
- М. К. Левандовский (3 января — 13 февраля 1919).

Члены РВС
- Я. В. Полуян (председатель 4 октября — 17 ноября , 17 ноября 1918 — 13 февраля 1919),
- М. И. Крайний (4 — 21 октября 1918),
- С. В. Петренко (4 октября — 17 ноября 1918),
- И. И. Гайченец (4 — 27 октября 1918, осуждён за измену),
- С. Г. Мамсуров (17 — 30 ноября 1918),
- С. Д. Одарюк (30 ноября 1918 — 13 февраля 1919),
- Б. Г. Мдивани (30 ноября 1918 — 13 февраля 1919),
- Ю. П. Бутягин (22 января — 13 февраля 1919),
- О. М. Лещинский (22 января — 13 февраля 1919).

Начальники штаба:
- Б. И. Пересвет (17 ноября 1918 — 13 февраля 1919)

## Второе формирование
Была создана как 11-я отдельная армия приказом РВСР от 13 марта 1919 года из войск Каспийско-Кавказского фронта с непосредственным подчинением главкому, с 23 мая находилась в оперативном подчинении Южному фронту. Постановлением РВСР от 4 июня 1919 года расформирована 12 июня, а её войска были переданы в состав 10-й армии.

### Состав
В состав 11-й армии входили:
- 33-я стрелковая дивизия (март — май 1919),
- 34-я стрелковая дивизия (март — июнь 1919),
- 1-я особая кавалерийская дивизия (март — апр. 1919),
- 7-я кавалерийская дивизия (апр. — июнь 1919),
- Астрахано-Каспийская военная флотилия (март — май 1919).

### Боевые действия
Войска 11-й армии располагались в районе Астрахани и вдоль побережья Каспийского моря, являясь связующим звеном между Восточным и Южным фронтами. Вели боевые действия против ВСЮР. Не смогли выполнить поставленную задачу по занятию восточной части Северного Кавказа и Дагестана в связи с малочисленностью войск (в апреле 12,3 тыс. человек и 59 орудий) и передачей части сил соседним фронтам. Астрахано-Каспийская военная флотилия поддерживала войска армии в обороне дельты Волги в районе Астрахани, действовала против белогвардейской и английской флотилий на Каспии.

### Командный состав
Командующие:
- Н. А. Жданов (20 марта — 3 июня 1919),
- А. С. Смирнов (врид, 3 — 10 июня 1919)

Члены РВС
- К. А. Мехоношин (20 марта — 10 июня 1919),
- С. Е. Сакс (20 марта — 4 июня 1919)
- С. М. Киров (7 мая — 10 июня 1919)
- С. П. Медведев (7 мая — 10 июня 1919)

Начальники штаба:
- И. Ф. Шарсков (13 марта — 18 апреля 1919),
- Е. Н. Ригельман (врид, 19 — 29 апреля 1919),
- А. Ф. Кадошников (30 апреля — 12 июня 1919).

## Третье формирование
Была создана приказом РВС Восточного фронта РККА от 14 августа 1919 из войск Астраханской группы в составе Туркестанского фронта. Находилась в составе Туркестанского фронта, с 14 октября 1919 — Юго-Восточного фронта, с 16 января 1920 — Кавказского фронта. 29 мая 1921 была переформирована в Отдельную Кавказскую армию.

### Состав
В 11-ю армию входили:
- 1-я Азербайджанская сводная стрелковая дивизия (май — ноябрь 1920),
- 9-я стрелковая дивизия (февраль— май 1921),
- 14-я стрелковая дивизия (январь — март 1921),
- 18-я стрелковая дивизия (декабрь 1920 — май 1921),
- 20-я Пензенская стрелковая дивизия (апрель 1920 — май 1921),
- 28-я стрелковая дивизия (апрель 1920 — май 1921),
- 32-я стрелковая дивизия (апрель— октябрь 1920),
- 34-я стрелковая дивизия (август 1919 — февраль 1920),
- 39-я стрелковая дивизия (апрель 1920),
- 49-я стрелковая дивизия (январь— апрель 1920),
- 50-я стрелковая дивизия (август 1919 — февраль 1920);
- 1-я кавалерийская дивизия (бывшая Московская кавалерийская дивизия, август 1919 — декабрь 1920));
- 7-я кавалерийская дивизия (август 1919 — апрель 1920),
- 2-й Конный корпус (апрель— август 1920),
- 12-я кавалерийская дивизия (ноябрь 1920 — май 1921),
- 18-я кавалерийская дивизия (август 1920 — май 1921),
- 21-я кавалерийская дивизия (март 1921).

### Боевые действия
В августе—декабре 1919 года 11-я армия обороняла Астрахань, вела упорные бои одновременно на нескольких направлениях. Бои против деникинских войск велись в районе Астрахани (сентябрь—октябрь), в районе Царицына (ноябрь—декабрь), армия содействовала наступлению войск Юго-Восточного фронта. Бои против астрахано-уральских белоказаков велись на джамбайско-гурьевском направлении, во взаимодействии с 1-й и 4-й армиями. Войска 11-й армии успешно выполнили поставленные задачи и разгромили противника на всех направлениях.
В январе—марте 1920 года войска армии принимали участие в Северо-Кавказской операции и заняли район Ставрополя, центральную и восточную части Северного Кавказа. В апреле 1920 г. армия провела Бакинскую операцию, в результате которой в Азербайджане была установлена Советская власть. В июле 1920 — мае 1921 войска 11-й армии оказывали содействие в установлении Советской власти в Закавказье и провели Тифлисскую, Батумскую и Эриванскую операции и участвовала в подавлении крупного антисоветского восстания в Дагестане.

### Командный состав
Командующие:
- В. П. Распопов (14 августа — 26 сентября 1919),
- Ю. П. Бутягин (26 сентября — 19 декабря 1919),
- М. И. Василенко (19 декабря 1919 — 29 марта 1920, 26 июля — 12 сентября 1920),
- М. К. Левандовский (29 марта — 12 июля 1920),
- А. К. Ремезов (врид, 12 — 26 июля 1920, 12 — 19 сентября 1920),
- А. И. Геккер (19 сентября 1920 — 29 мая 1921).

Члены РВС
- В. В. Куйбышев (14 августа — 14 октября 1919),
- В. В. Кураев (14 — 25 августа 1919),
- С. М. Киров (3 сентября 1919 — 23 марта 1920),
- А. И. Соколов (9 октября 1919 — 6 января 1920),
- К. А. Мехоношин (21 декабря 1919 — 27 мая 1920),
- Я. И. Весник (27 мая — 31 августа 1920, 26 января — 29 мая 1921),
- Б. Д. Михайлов (21 июня 1920 — 9 февраля 1921)
- Ш. 3. Элиава (17 декабря 1920 — 29 мая 1921),
- А.-Г. К. Караев (14 ноября 1920 — 29 мая 1921)

Начальники штаба:
- В. В. Шевелев (врид, 14 августа — 23 сентября 1919),
- Н. И. Зворыкин (врид, 23 сентября — 18 октября 1919),
- Г. А. Шпилько (врид, 18 октября — 10 декабря 1919),
- А. К. Ремезов (10 декабря 1919 — 7 мая 1921),
- Б. И. Кузнецов (7 — 29 мая 1921).